# Fukoxantin
Fukoxantin eller fukoxantol är ett xantofyllfärgämne som förekommer i kloroplasterna hos brunalger och de flesta andra heterokonter. Fukoxantinet fungerar som antennpigment och ger växten en brunaktig färg.